# 龍城駅 (咸鏡南道)
龍城駅（リョンソンえき、朝鮮語: 룡성역）は、朝鮮民主主義人民共和国 咸鏡南道咸興市興南区域にある駅で、西湖線に属する。 

## 隣の駅
西湖線
雲中駅 - 龍城駅 - 荷徳駅